# Theodor Effenberger

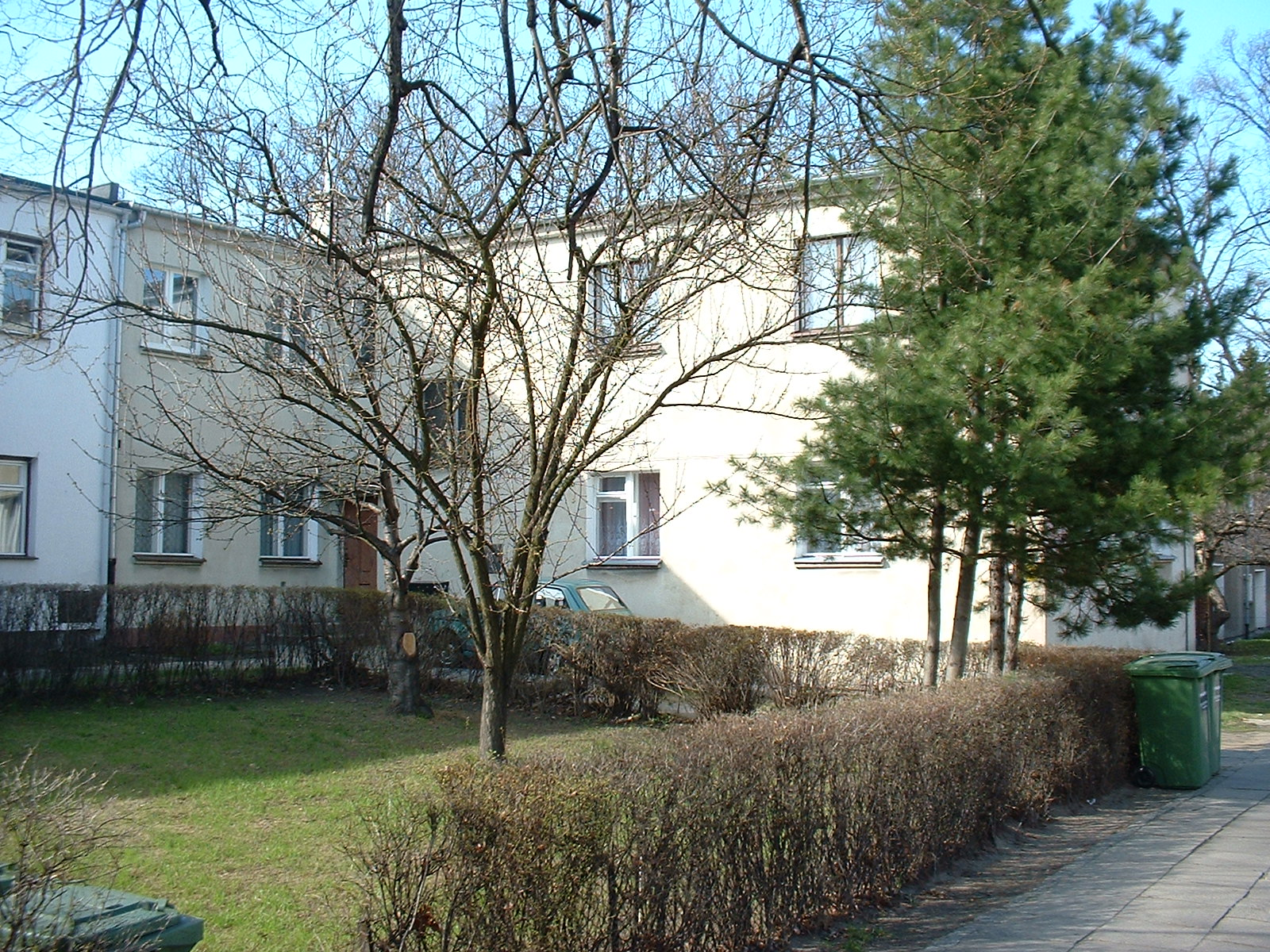
Th. Effenberger: Domy szeregowe na wystawie WUWA

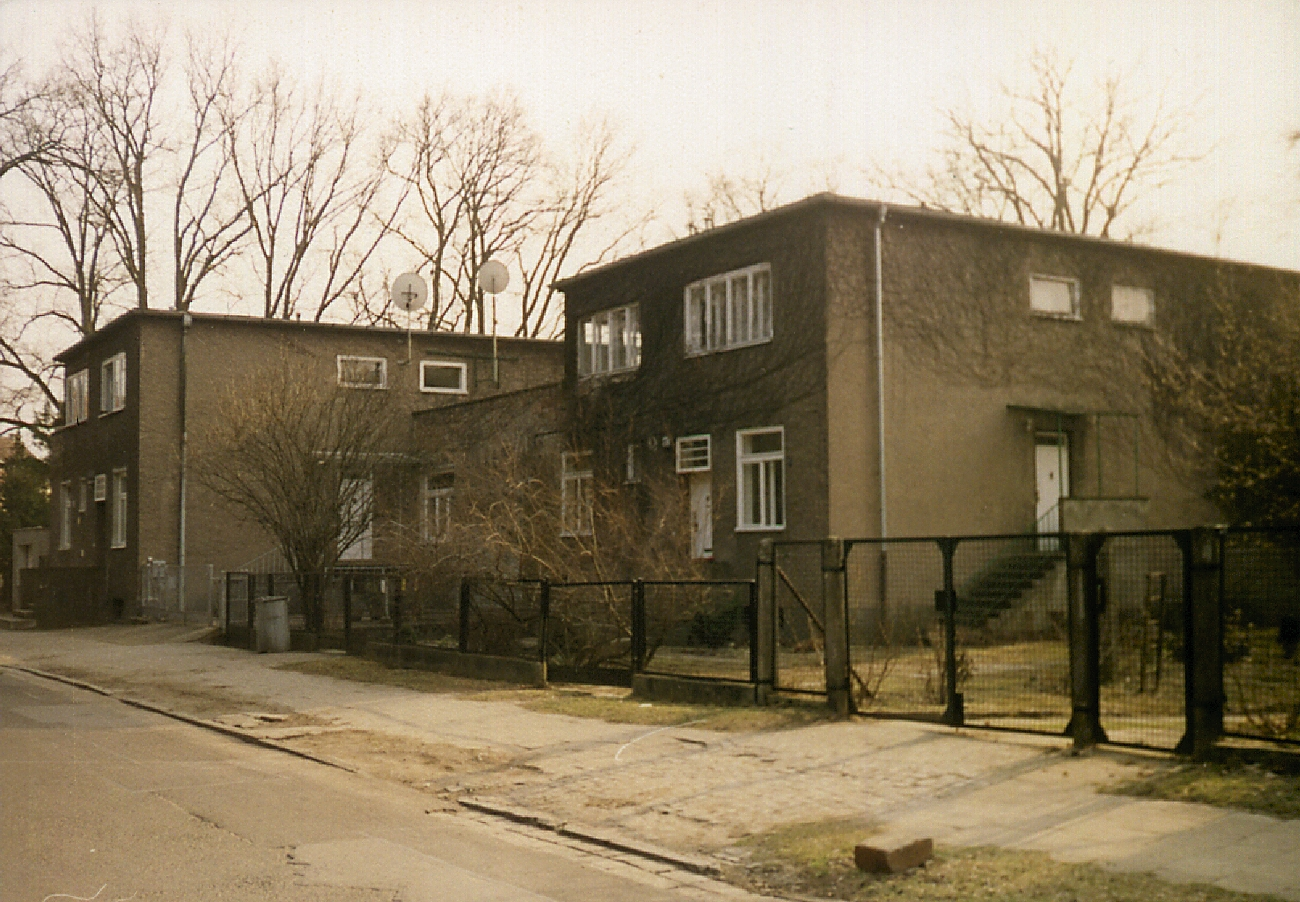
Th. Effenberger: Dom na wystawie WUWA

Theodor Effenberger także Theo Effenberger (ur. 21 sierpnia 1882 we Wrocławiu, zm. 6 marca 1968 w Berlinie) – niemiecki architekt modernistyczny.

## Życiorys
Effenberger studiował w Szkole Rzemiosła Budowlanego we Wrocławiu, a później także w Wyższej Szkole Technicznej w Darmstadt. Po okresie współpracy z kilkoma biurami architektonicznymi w Magdeburgu, Augsburgu i Altonie (ob. okręg administracyjny Hamburga) powrócił w 1907 do Wrocławia i rozpoczął działalność jako niezależny architekt, projektując głównie domy jednorodzinne.
W 1910 był jednym ze współzałożycieli Śląskiego Związku Ochrony Ojczyzny (niem. Heimatschutzbewegung), a w 1911 wstąpił do Śląskiego Związku Artystów, gdzie poznał m.in. Maksa Berga, Hansa Poelziga, Hansa Scharouna i Adolfa Radinga. Od 1919 pracował głównie dla Wrocławskiej Spółki Osiedlowej (niem. Siedlungsgesellschaft Breslau AG), projektując kilka osiedli i zespołów zabudowy. W październiku 1933 starał się o posadę profesora we Wrocławiu, jednak nie otrzymał nominacji. Ostatecznie w 1934 został wykładowcą rysunku na Państwowej Akademii Sztuki w Berlinie, po II wojnie światowej wykładowcą architektury na tamtejszej Wyższej Szkole Sztuk Pięknych, zaś w 1950 profesorem. W latach 1947–1949 współpracował z Scharounem w instytucie architektury Akademii Nauk w Berlinie Wschodnim.
Effenberger był umiarkowanym członkiem werkbundowskiej awangardy, w jego budynkach pojawiały się bowiem często rozwiązania znane z tradycyjnej sztuki architektonicznej.
Kuzyn Effenbergera, Walter Kratz (1899–1957) był również znanym architektem.

## Wybrane prace
- 1913 – pawilon i wystawa sztuki cmentarnej na Wystawie Stulecia w Parku Szczytnickim
- 1919–1928 – Siedlung Popelwitz na osiedlu Popowice we Wrocławiu (całkowicie zniszczone podczas oblężenia miasta w 1945)[1]
- 1928 – projekt konkursowy na dom towarowy Wertheim przy ul. Świdnickiej we Wrocławiu (niezrealizowany)
- 1929 – cztery domy na wystawie WUWA we Wrocławiu